# Lijst van oorlogsmonumenten in Heumen
De Nederlandse gemeente Heumen heeft 6 oorlogsmonumenten. Hieronder een overzicht.
| Nr.  | Object                               | Herdachte groep                                  | Ontwerper                    | Onthulling        | Type            | Locatie                           | Plaats                 | Coördinaten                   | Foto                                 |
| ---- | ------------------------------------ | ------------------------------------------------ | ---------------------------- | ----------------- | --------------- | --------------------------------- | ---------------------- | ----------------------------- | ------------------------------------ |
| 1384 | Gedenkstenen                         | algemeen                                         |                              |                   | plaquette       |                                   | Malden                 | 51° 46' 49" NB, 5° 51' 13" OL |                                      |
| 1404 | Bevrijdingsmonument                  | geallieerde militairen                           | Leo Gerritsen, Henk van Hout | 17 september 1985 | beeld/sculptuur | Schoonenburgseweg to 33A, 6611 AA | Overasselt/Nederasselt | 51° 46' 7" NB, 5° 46' 13" OL  | Bevrijdingsmonument                  |
| 1430 | Monument voor Nederlandse Militairen | militairen in dienst van het Ned. Kon. 1940-1945 | Jac Maris (1900-1996)        | 1947              | beeld/sculptuur | Monumentweg, 6582 CE              | Heumen                 | 51° 46' 4" NB, 5° 51' 2" OL   | Monument voor Nederlandse Militairen |
| 1939 | Mobilisatie-monument                 | overig                                           | Jac Maris (1900-1996)        | 1 augustus 1939   | reliëf          | Dorpstraat 19, 6582 AK            | Heumen                 | 51° 45' 50" NB, 5° 50' 36" OL | Mobilisatie-monument                 |
| 2610 | Monument voor Geallieerde Militairen | geallieerde militairen                           | P. Smeets                    | 1972              | gedenksteen     | Molenstraat, bij nr. 18, 6582 AE  | Molenhoek              | 51° 45' 52" NB, 5° 51' 51" OL |                                      |
| 3602 | Monument bij het gemeentehuis        | militairen in dienst van het Ned. Kon. na 1945   |                              | 6 september 2010  | plaquette       | Kerkplein 6, 6581 AC              | Malden                 | 51° 46' 51" NB, 5° 51' 2" OL  |                                      |

Aalten ·
Apeldoorn ·
Arnhem ·
Barneveld ·
Berg en Dal ·
Berkelland ·
Beuningen ·
Bronckhorst ·
Brummen ·
Buren ·
Culemborg ·
Doesburg ·
Doetinchem ·
Druten ·
Duiven ·
Ede ·
Elburg ·
Epe ·
Ermelo ·
Harderwijk ·
Hattem ·
Heerde ·
Heumen ·
Lingewaard ·
Lochem ·
Maasdriel ·
Montferland ·
Neder-Betuwe ·
Nijkerk ·
Nijmegen ·
Nunspeet ·
Oldebroek ·
Oost Gelre ·
Oude IJsselstreek ·
Overbetuwe ·
Putten ·
Renkum ·
Rheden ·
Rozendaal ·
Scherpenzeel ·
Tiel ·
Voorst ·
Wageningen ·
West Betuwe ·
West Maas en Waal ·
Westervoort ·
Wijchen ·
Winterswijk ·
Zaltbommel ·
Zevenaar ·
Zutphen